# گرینفیلد، فلینتشر
گرینفیلد (به انگلیسی: Greenfield) یک روستا در بریتانیا است که در فلینتشر واقع شده‌است. گرینفیلد ۲٬۷۴۱ نفر جمعیت دارد.